# 波多韦 (扎波罗热州)
47°24′18″N 34°43′36″E / 47.40500°N 34.72667°E
波多韋（烏克蘭語：Подове）是位於烏克蘭東南部扎波羅熱州瓦西里夫卡區布拉霍維申卡市鎮的村莊。該村始建於1920年，面積0.81平方公里，2001年人口276，人口密度每平方公里340.7人。